# Cumberland Lodge
Il Cumberland Lodge è una residenza storica ubicata nel comune di Windsor, a breve distanza dal famoso castello.

## Storia
La casa venne costruita da John Byfield, capitano d'esercito, nel 1650. Successivamente quando Oliver Cromwell gli sequestrò la casa, la annesse al Windsor Great Park per vendere gran parte del terreno. La casa, dal nome del primo proprietario, ad ogni modo, continuò a chiamarsi Byfield House sino al 1670, per poi prendere il nome di New Lodge o chiamata anche Windsor Lodge o Ranger Lodge.
Dopo la restaurazione, re Carlo II d'Inghilterra rese questa struttura la residenza ufficiale del Ranger del Windsor Great Park (titolo solitamente assegnato a qualcuno molto vicino al sovrano).
Tra gli altri abitarono il palazzo:
- Baptist May, primo Ranger residente;
- Sarah Churchill, duchessa di Marlborough (1702–1744); John Churchill, I duca di Marlborough che quivi morì nel 1722;
- John Spencer (1744–1746);
- Guglielmo Augusto, duca di Cumberland, figlio del re Giorgio II d'Inghilterra (1746–1765);
- Enrico, duca di Cumberland e Strathearn, figlio di Federico, principe di Galles (1765–1790);
- Anna, duchessa di Cumberland e Strathearn, vedova di Enrico (1790–1803);
- George Spencer-Churchill, V duca di Marlborough (sino al 1822);
- Augusto Federico, duca di Sussex, figlio del re Giorgio III del Regno Unito (1830–1843);
- Elena di Sassonia-Coburgo-Gotha, figlia della regina Vittoria d'Inghilterra e moglie del principe Cristiano di Schleswig-Holstein (1846–1923);
- Edmund Fitzalan-Howard, I visconte Fitzalan di Derwent, ultimo viceré d'Irlanda (1923–1947).

Per la residenza stabile che vi presero tra Settecento e Ottocento i duchi di Cumberland, il palazzo prese il nome di Cumberland Lodge. Durante il 1936 il palazzo venne utilizzato per gli incontri tra il segretario del re e il primo ministro di allora, Stanley Baldwin, incontro che poi portò all'abdicazione di re Edoardo VIII.
Nel 1947, re Giorgio VI diede in uso la casa alla St Katharine's Foundation (oggi conosciuta col nome di King George VI and Queen Elizabeth Foundation of St Catharine’s), una fondazione di educazione cattolica fondata da Miss Amy Buller. La studiosa aveva maturato la propria esperienza in Germania ed aveva notato che il nazismo si era originato sostanzialmente dal metodo di educazione dei giovani (idea ancora oggi discussa) e come tale per lei era importante un'atmosfera di apprendimento rilassata e che desse importanza ai valori etici e sociali. Amy Buller ottenne in quegli anni il sostegno personale dei sovrani i quali abbinarono i loro nomi al nome della fondazione e dal 1968 la regina madre Elizabeth Bowes-Lyon divenne patrona della fondazione.